# 天ヶ瀬ダム

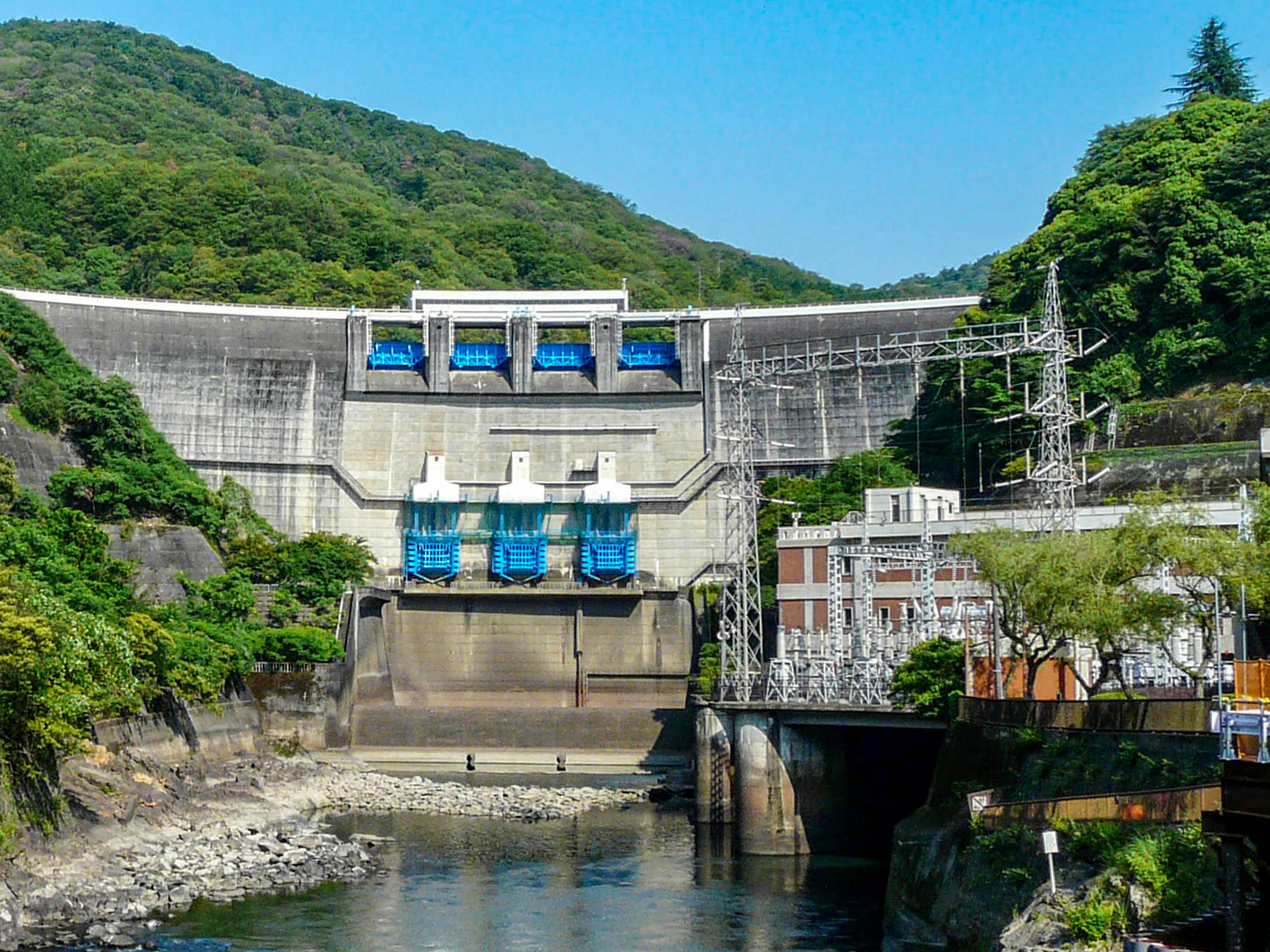
天ヶ瀬ダムと天ヶ瀬発電所（右）

天ヶ瀬ダム（あまがせダム）は、京都府宇治市にある、一級河川・淀川本川中流部、通称宇治川に建設されたダムである。
国土交通省近畿地方整備局が管理する国土交通省直轄ダムで、西日本屈指の大河川である淀川本流にある唯一のダムである。高さ（堤高）73.0m、幅（堤頂長）254.0ｍのアーチ式コンクリートダムで、日本国内最大級のトンネル式放流設備を備えている。淀川での高い治水能力と宇治市への上水道供給、総出力59万8000kWにも及ぶ水力発電を目的とした特定多目的ダムである。
ダムによって形成されたダム湖（人造湖）は鳳凰湖（ほうおうこ）と命名され、平等院鳳凰堂などと共に、琵琶湖国定公園エリアでもある宇治地域の主要な観光地となっている。

## 地理
天ヶ瀬ダムは淀川本流に建設された唯一のダムであり、ダム湖は琵琶湖直下に位置している。ダムの機能として洪水調節・不特定利水・上水道・発電など重要な役割を担っている。
ダム左岸には国内最大級のトンネル式放流設備が備わっており、ダムの最大放流量である毎秒900m3と合わせて毎秒1500m3に及ぶ放水量で効率的な貯水量コントロールが可能である。これにより下流の宇治市街地や更に下流域の大阪平野までを高い洪水調節機能でカバーしている。また宇治市街地には世界遺産の平等院や宇治上神社など重要文化財が多く存在しており、洪水被害低減という形で下流域の住民の安全と財産保護に貢献している。
天ヶ瀬ダムの流域は、瀬田川洗堰から天ヶ瀬ダムまでの宇治川周辺の京都府宇治市、宇治田原町、滋賀県大津市南部及び甲賀市にわたり、流域面積は352km2、琵琶湖の流域面積3,848km2と合わせて4,200km2が天ケ瀬ダムの集水面積となっている。また、湛水面積は1.88km2、総貯水量は2628万m3（甲子園球場約50杯分）、有効貯水容量は2000万m3に及び、洪水時最高水位（平常時最高貯水位）はO.P.（大阪湾最低潮位）78.5m、洪水貯留準備水位はO.P.72.0m（6月16日 - 10月15日）、最低水位はO.P.58.0m、利用水深は20.5mとなっている。台風などによる大雨で洪水調節が予測された場合、瀬田川洗堰を閉鎖して天ヶ瀬ダムの予備放流水位（最低水位）であるO.P.58.0mまで水位を下げ（予備放流）、空き容量を確保する。
ダムの体積は、ダム本体が121,500m3、副ダム水たたきが42,500m3の計164,000m3。主ゲート（コンジットゲート）は3門（ゲート形式：圧着式高圧ローラゲート、純径間3.42m×有効高4.56m）で放流能力は1,100m3/s、非常用放流ゲート（クレストゲート）は4門（ゲート形式：ラジアルゲート、純径間10.0m×有効高4.357m）で放流能力は680m3/s。また、コンジットゲートの点検時に使用するコンジット予備ゲートは3門（ゲート形式：高圧キャタピラゲート、純径間5.13m×有効高7.395m）をそれぞれ備える。
ダム建設に伴って1924年（大正13年）に建設された宇治川電気（後の関西電力）大峯ダム（曲線越流型重力式コンクリートダム、落差30.6m）が水没するため、その代替施設としての天ヶ瀬発電所による水力発電を目的とした特定多目的ダムである。なお、発電に関してはその後、喜撰山ダムが1970年（昭和45年）に完成し、喜撰山発電所で揚水発電を行っている。
天ヶ瀬ダムの発電形式は貯水式水力発電であり、ダム式発電による天ヶ瀬発電所（最大出力9万2000kW）と、天ヶ瀬ダムによって出来た鳳凰湖を下部調節池として喜撰山ダムを上池とする喜撰山発電所が揚水発電（最大出力46万6000kW）を行っている。その総発電出力は59万8000kWに及び、電力確保の面でも重要なダムとなっている。
天ヶ瀬ダムは平常時最高水位EL78.50mから下流側水位EL20mまで落ち込むため、琵琶湖水位のEL84mからの落差のほとんどを使っており、天ヶ瀬発電所ではこの落差を最大限に利用して有効落差57.1mとなっている。
ダム湖（鳳凰湖）からは京都府営水道・宇治浄水場が取水しており、京都府南部（宇治市・城陽市・八幡市・久御山町）に上水道を供給している。京都盆地には他に桂川から取水する乙訓浄水場と木津川から取水する木津川浄水場が有り、これら3つの浄水場は久御山ポンプ場で送水管が繋がっている。大雨による土砂の流入で浄水場の取水量が減少した際は、汚染の少ないダム湖（鳳凰湖）より取水する宇治浄水場からのバックアップ送水を行っている。また上水道の供給能力日本最大を誇る村野浄水場が宇治川・桂川・木津川の三川合流地点直下の磯島取水場から取水しており、 大阪広域水道企業団が府内42市町村に供給している水道水の約8割を担う浄水場であり、淀川の水量安定化による大阪府への上水道確保の面でも天ヶ瀬ダムの役割は大きい。

## 沿革
淀川は大阪市・京都市といった日本屈指の大都市を貫流する極めて重要な水系であり、古来より治水・利水は間断なく繰り返されていたが、洪水も頻繁であり当時の為政者達の悩みの種でもあった。
第二次世界大戦後、森林の乱伐等で全国的に水害が多発したが淀川でも例外ではなく、1953年（昭和28年）の台風13号では宇治川の堤防が決壊し、宇治市等流域市町村に多大な損害を与えた。この台風13号での淀川の洪水流量は過去最悪のものであり、これを機に淀川流域の根本的な治水対策として1954年（昭和29年）9月に建設省近畿地方建設局（現・国土交通省近畿地方整備局）は「淀川水系改修基本計画」を策定。この計画の一環として計画されたのが天ヶ瀬ダムである。数多くのダムが建設されている淀川水系の中にあって、淀川本川に建設された唯一のダムであり、淀川水系における多目的ダムの第1号でもある。
ダムの高さは73.0m、型式はアーチ式コンクリートダムであるが、このダムは「ドーム型アーチ式コンクリートダム」というアーチダムの一型式である。この型は設計が極めて難しいタイプのアーチダムであるが、コンクリートの使用量が少なくて済むため経済性に優れた型のダムである。殿山ダム（日置川）で初めて採用され、その後黒部ダム（黒部川）等日本有数のダムに応用された。実際には1955年（昭和30年）までは天ヶ瀬ダムは直線型の重力式コンクリートダムとして計画されていたが、当時の高度経済成長に伴うコンクリート需要の逼迫により、1958年（昭和33年）2月には地盤調査の後にドーム型アーチ式コンクリートダムに変更された。前述の理由のほかに「天下の景勝宇治川には重厚な重力ダムよりも優美なアーチダムが似つかわしいという判断が働いたため」とされる。
1955年（昭和30年）に天ヶ瀬ダムの建設工事が起工。1957年（昭和32年）に着手して用地交渉を開始し、1961年（昭和36年）に大林組と契約して本体の掘削工が開始、1962年（昭和37年）から本体のコンクリート打設が始まると共に、コンジットゲート、クレストゲートの製作、据付が行われ、東京オリンピック開催の年である1964年（昭和39年）2月に主要工事がほぼ完了して3月23日に試験湛水を開始、同年11月に竣工した。事業費は約67億円（当時）。翌1965年（昭和40年）3月に試験湛水を完了し、4月から管理に移行し、天ヶ瀬発電所も運転を開始した。しかし同年9月の台風24号の影響で、宇治市を中心に大きな水害を出してしまい、天ヶ瀬ダムの更なる治水能力強化の必要性が指摘されていた。

## 天ヶ瀬ダム再開発計画
1989年（平成元年）より、洪水調節機能の強化と新規利水を目指し、日本国内最大級の放水路トンネルを建設する「天ヶ瀬ダム再開発計画」が進められた。市民による反対運動が起こり、2005年（平成17年）の淀川水系流域委員会にも反対意見が寄せられたものの、事業の中止には至らず、2013年（平成25年）6月には起工式が挙行され本体工事が着工された。2015年（平成27年）に行われた公金支出差止請求訴訟は、2020年（令和2年）6月25日に請求棄却の判決が下っている。
2013年（平成25年）9月に大雨をもたらした台風18号接近の際、貯水上限水位まであと30cmに迫ったことから、同月16日の午前7時15分から同10時20分にかけて、完成以来初めてクレストゲート（非常用ゲート）4門を開門して毎秒1,000トンを放流した。これにより宇治川は氾濫危険水位である3.6mを突破したことから、宇治市は流域の26,700世帯・62,000人に避難指示を発令した。
2013年（平成25年）10月より「天ヶ瀬ダム再開発計画」に従って、治水・発電能力向上を目的としたトンネル式放流設備の建設が起工し、2022年（令和4年）8月に竣工、2023年（令和5年）4月1日より管理開始した。トンネル式放流設備は全長617mで、取水口から直径10.3mの導水路を通り、ゲート室部の副ゲート（高圧スライドゲート：径間3.6m×扉高5.9m×2門）、主ゲート（高圧ラジアルゲート：径間3.6m×扉高4.9m×2門）を抜け、減勢池部のトンネル（トンネル径：幅23m×高26m）で勢いを弱められ、吐口部から宇治川に注がれる。なお、流入部には修理用ゲート（高圧スライドゲート：径間10.54m×扉高12.3m×1門）が設置されている。水路トンネルとしては日本国内最大級となる。全体事業費は約660億円。
なお、天ケ瀬ダム再開発事業は土木学会が主催する2022年度土木学会賞を、天ヶ瀬ダム再開発トンネル減勢池部建設工事（I期～III期）は、日本建設業連合会が主催する第4回日建連表彰「土木賞」を受賞している。

## 年表
以下は『令和2年度 天ヶ瀬ダム定期報告書』「1.2.1 ダム事業の経緯」等による。
- 1953年（昭和28年）9月 - 台風13号の洪水で宇治川の堤防が決壊して甚大な被害が生じる
- 1954年（昭和29年）
  - 9月 - 建設省近畿地方建設局（現・国土交通省近畿地方整備局）が「淀川水系改修基本計画」を策定
  - 12月 - 河川審議会において「淀川水系改修基本計画」が決定され、天ヶ瀬ダムの建設を決定
- 1955年（昭和30年）10月 - ダムサイトの地質調査に着手
- 1956年（昭和31年）7月 - 発電を含めた、開発計画の大綱が決定される
- 1957年（昭和32年）4月 - 建設事業に着手。天ヶ瀬ダム工事事務所を開設する
- 1958年（昭和33年）2月 - ダム型式をアーチ式コンクリートダムに決定する
- 1959年（昭和34年）2月 - 洪水調節と発電を目的とした「天ヶ瀬ダムの建設に関する基本計画」を告示
- 1960年（昭和35年）10月 - ダムサイトの地質調査完了
- 1961年（昭和36年）1月 - ダム本体の掘削工に着手
- 1962年（昭和37年）
  - 3月 - ダム本体の掘削を完了し、減勢池のコンクリート打設開始
  - 6月 - 「天ヶ瀬ダムの建設に関する変更基本計画」を告示
  - 8月 - ダム本体コンクリートの打設開始
  - 10月16日 - 定礎式
- 1964年（昭和39年）
  - 3月23日 - 堤内仮排水路を閉塞して試験湛水を開始
  - 9月 - ダム本体コンクリートの打設完了
  - 11月26日 - 天ヶ瀬ダム・天ヶ瀬発電所竣工式を挙行
  - 11月 - 放流警報設備の運用開始
  - 12月 - 宇治浄水場が一部給水開始
- 1965年（昭和40年）
  - 3月 - 試験湛水を完了（常時満水位：EL78.50m達成）。天ヶ瀬ダム工事事務所を廃止
  - 4月 - 天ヶ瀬ダム管理所を設置して管理に移行
  - 9月 - 台風24号が襲来し、最大流入量1,530m3/sを記録。ダム完成後最初の洪水調節を実施
- 2013年（平成25年）
  - 6月 - 天ヶ瀬ダム再開発事業の一環として、放水路トンネル工事に着手
  - 9月 - 台風18号が襲来し、最大流入量1,360m3/sを記録。ダム完成後最初の非常用洪水吐（クレストゲート）からの放流を実施
- 2022年（令和4年）8月 - 放水路トンネル工事が竣工
- 2023年（令和5年）4月1日 - トンネル式放流設備を管理開始

## 観光地としてのダム
このダムは宇治市街に近い都市型ダムである。ダムより2.3kmの至近距離に平等院（世界遺産）や宇治橋、ダムに隣接して天ヶ瀬森林公園がある。また京都市内にも近く、京滋バイパスを利用することで大津市・比叡山・石山寺にも近く、こうしたことから観光バス等を連ねて観光客が多く訪れる。遠足や社会科見学等で近畿地方の小学生が訪問することでも知られる。なお、来場者数はダムサイト入口に設置されている感知センサーによる計測値で2.58万人/年（2015年から2019年までの5ヶ年平均）となっている。
ダム湖は建設から24年間「名無し」だったが、1987年（昭和62年）の「森と湖に親しむ旬間」を機に淀川ダム統合管理事務所が一般公募を行い、1988年（昭和63年）1月、学識経験者5名からなる選考委員会で審査を行い、応募者95名172応募作品の中から「鳳凰湖」と名付けられた。ダム堤体の形がアーチ式で下流から望むと羽を広げた鳥が飛び立とうとする姿に似ていること、この姿と地上に楽園を築こうとする人々の願いを平等院の「鳳凰堂」にあやかって命名された。桜や紅葉の名所でもある。
1964年（昭和39年）7月、京阪電気鉄道70%、関西電力30%の出資で「株式会社宇治パワーステーションサービス」が設立され、天ヶ瀬ダムの近隣（左岸側）にレストランと駐車場を建設することにした。観光ドライブイン型レストラン「レストラン天ヶ瀬」は同年11月から建設に着手し、翌1695年（昭和40年）4月に完成、5月1日から営業を開始した。また、天ヶ瀬ダムを見下ろす宇治川左岸の丘陵地1万3900m2に京阪電気鉄道がフィールドアスレチックを建設し、宇治パワーステーションサービスが管理することとなった。この「フィールドアスレチック京阪宇治コース」は1977年（昭和52年）4月28日に完成。日本フィールドアスレチック協会が公認する223号の施設となった。
その後、京阪宇治交通が同社創立75周年記念事業として1997年（平成9年）7月26日に「レストラン天ヶ瀬」を地ビール工房レストラン「ガーデンズ天ヶ瀬」としてリニューアルオープン。敷地面積は1万3200m2で、地ビール工房、レストラン&ホール、ショップ、サービスカウンター、ガーデン、ピクニックステーション、パーキングエリア等の諸施設を整えた。また、京阪宇治交通はオープンを機に乗合バスの路線を大増設し、京阪宇治駅発着の路線以外に樟葉、大久保、松井山手方面からのルートを整えたほか、太陽が丘ゲート前からのシャトルバスも運行していた。
1999年（平成11年）からは京阪宇治交サービスが、2003年（平成15年）4月からは京阪宇治バス）がダムまで路線バスを運行していたが、「ガーデンズ天ヶ瀬」は2002年（平成14年）12月1日に休業（閉鎖）され、バス路線も2005年（平成17年）7月限りで廃止された。レストハウス跡の建物は2012年（平成24年）に解体され、2023年（令和5年）3月現在は「トンネル式放流設備ゲート室部前広場」となっている。なお、2021年（令和3年）より、京都京阪バスが季節運行路線（188経路）として「お茶の京都 宇治やんたんライナー」を運行している（天ヶ瀬ダムでの停車は2024年から）。
ダムには防犯カメラが設置してある。ダム関連工事による安全管理上の観点（自殺者の防止も含む）から、2008年（平成20年）12月よりダム通路への立入禁止の措置が取られたが、2010年（平成22年）4月1日にリニューアルオープンがなされた。2023年（令和5年）1月16日現在では昼間（入場時間：8時 - 16時45分）に自由見学することができる。なお、入場に際して入口の監視員室で見学者名（代表）と見学人数を記載する必要がある。
2007年（平成19年）7月からダムカードを配布しており、2019年（令和元年）末までに累計7.14万枚が配布されている。ダムカードは天ヶ瀬ダム敷地内案内所（監視員室）で入手可能である。なお、2024年（令和6年）は完成60周年に当たるため、カードフォルダ（台紙）が付属する「60周年記念ダムカード」が、通常版のダムカードと共に配布されている。

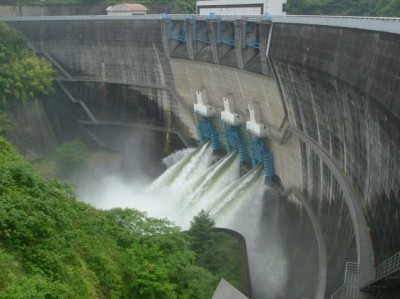
放流中の天ヶ瀬ダム
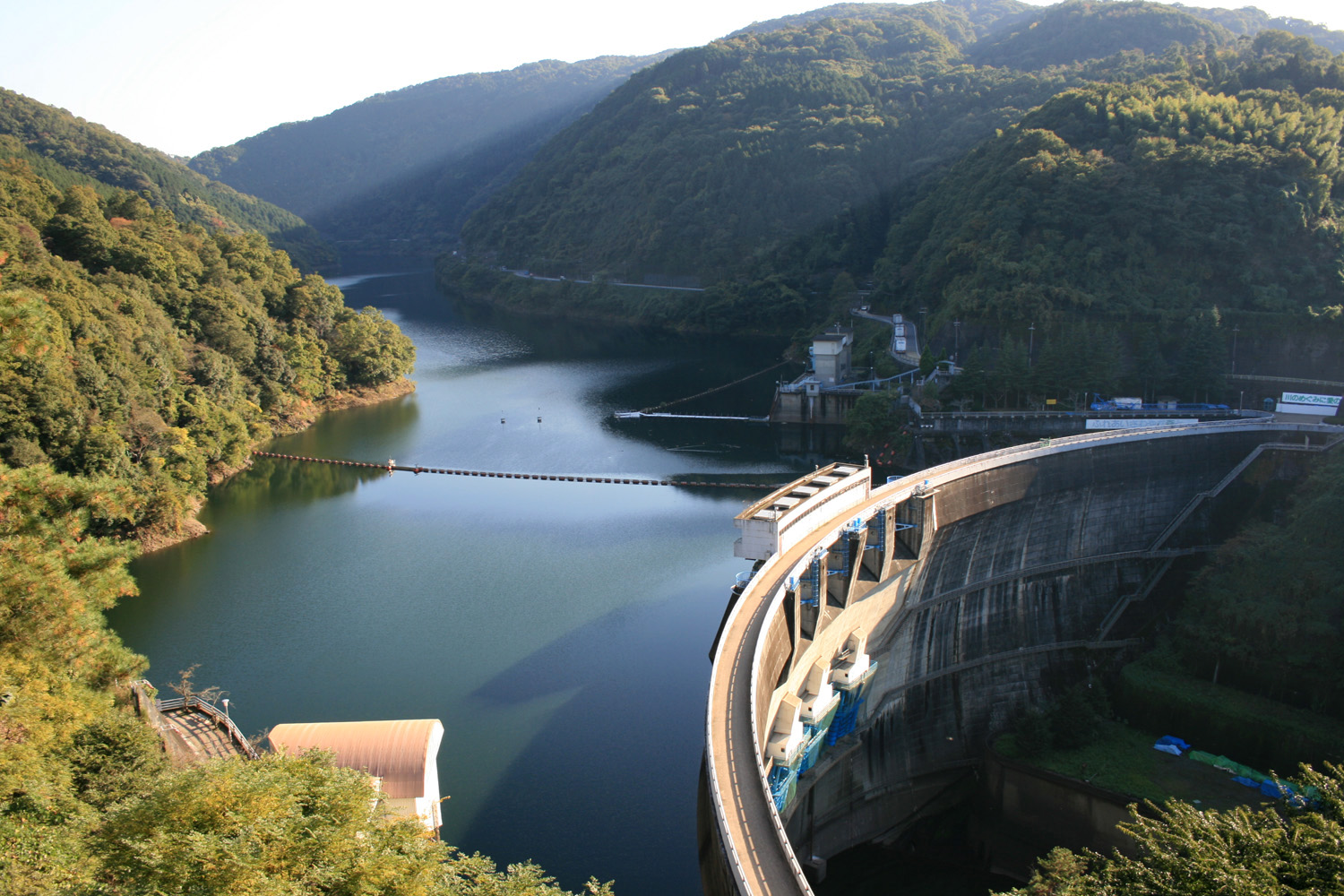
鳳凰湖
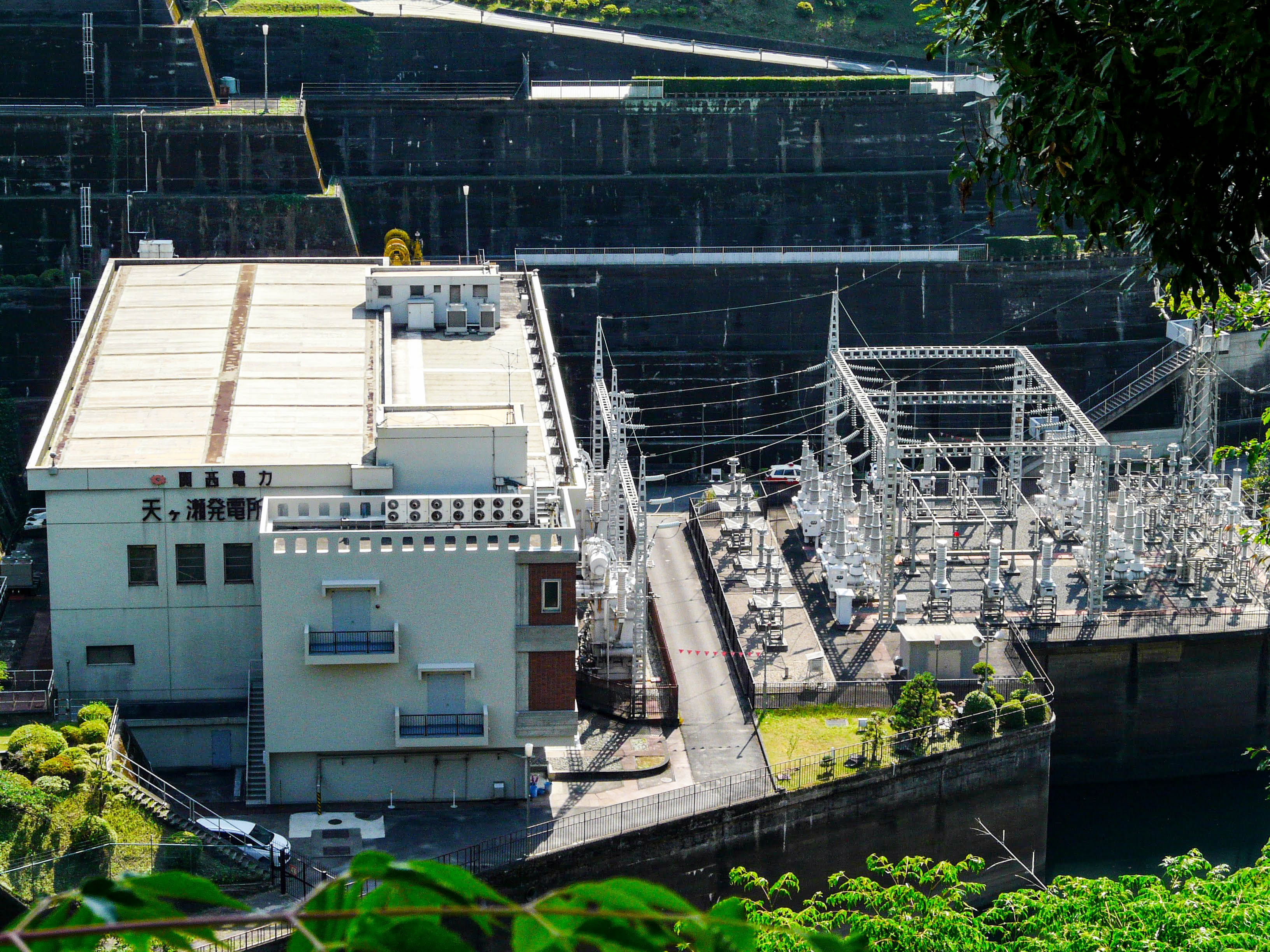
天ヶ瀬発電所
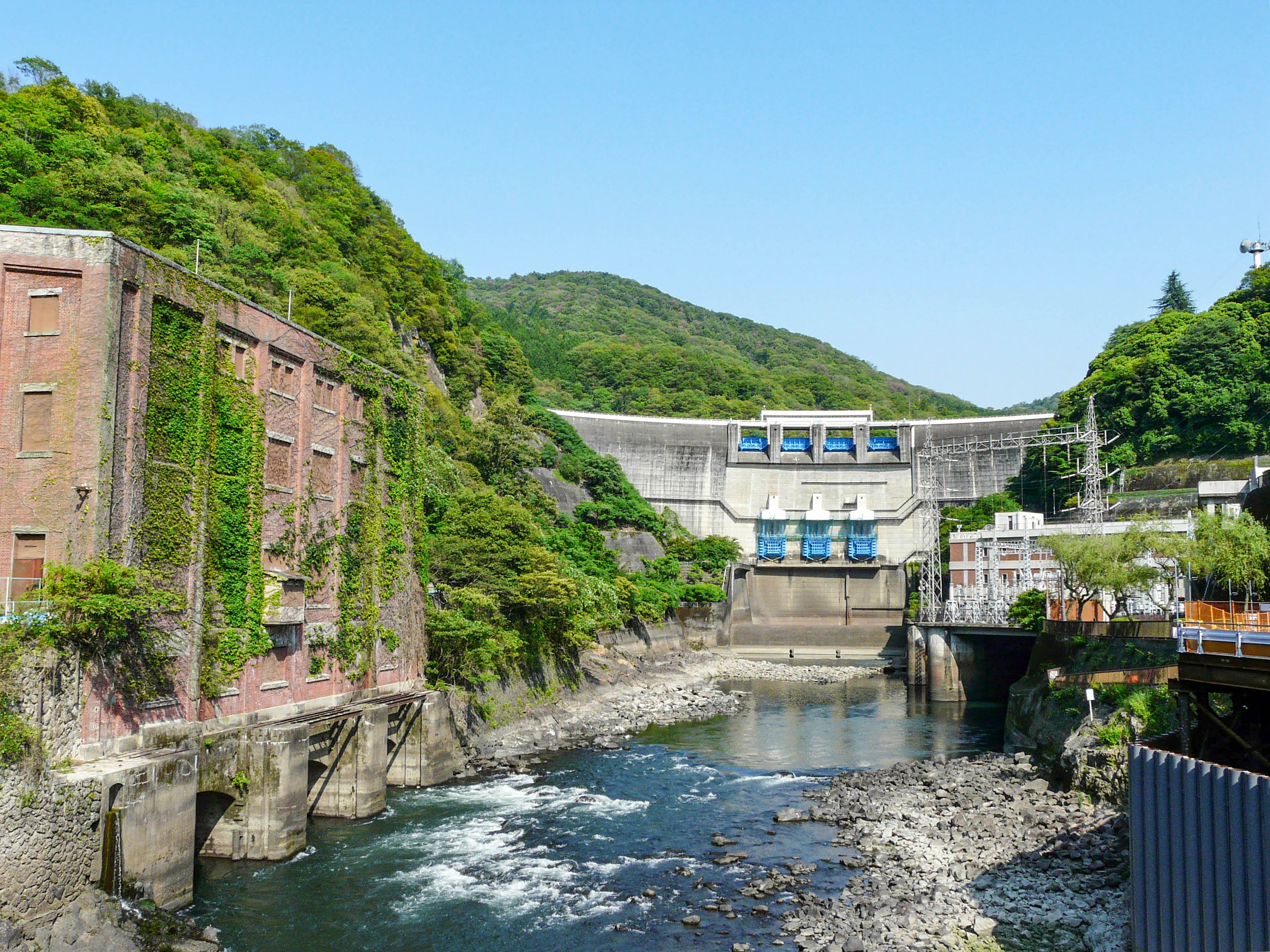
天ヶ瀬ダム（奥）、天ヶ瀬発電所（右）、旧志津川発電所（左）
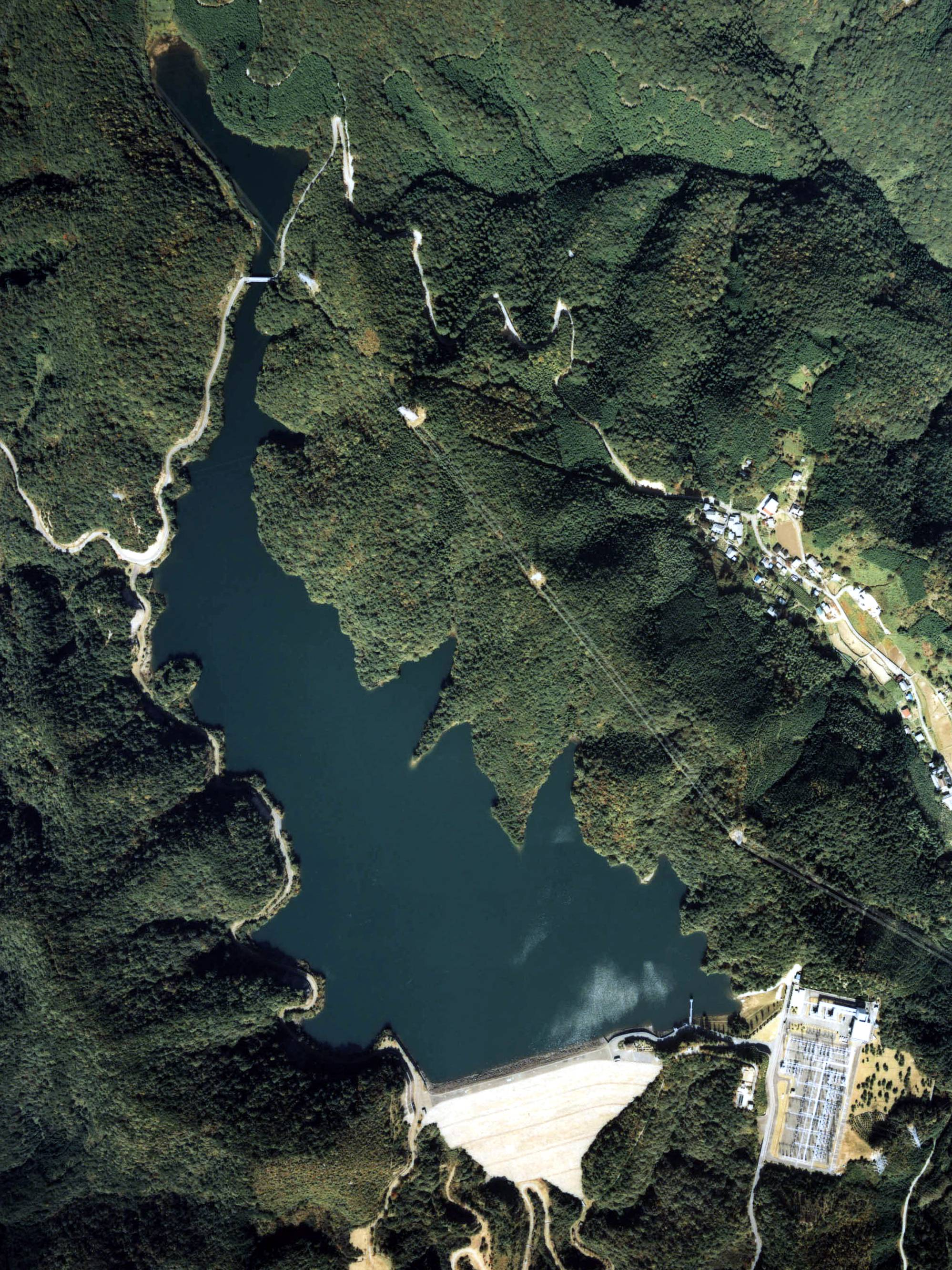
喜撰山ダム

## 天ヶ瀬ダムが登場する作品

### 漫画
- ダムマンガ（井上よしひさ）
- 響け！ユーフォニアム
- 放浪（さすらい）の家政婦さん（小池田マヤ）

## 近隣施設
- 天ヶ瀬森林公園
- 京都府立山城総合運動公園

## アクセス
- JR奈良線宇治駅から徒歩約50分、またはタクシーで約15分（約3.8km）
- 京阪宇治線宇治駅から徒歩約40分、またはタクシーで約10分（約3.3km）
  - 一般駐車場がないため、一般車による来場は不可

## 参考資料
- 「天ヶ瀬ダムの施工」『土木施工』第5巻第6号、山海堂、1964年6月1日、28-41頁、doi:10.11501/3308188。
- 「第2章 流域及び天ヶ瀬ダムの概要」『天ヶ瀬ダム魚類等遡上・降下影響評価に関する報告書』天ヶ瀬ダム魚類等遡上・降下影響評価検討委員会、2007年1月。
- 『平成27年度 天ヶ瀬ダム定期報告書』国土交通省近畿地方整備局、2016年3月。
- 『令和2年度 天ヶ瀬ダム定期報告書』国土交通省近畿地方整備局 淀川ダム統合管理事務所、2020年2月1日。